# Régiment d'assaut de Kornilov
Ne doit pas être confondu avec Régiment de cavalerie de Kornilov.
Le régiment d’assaut de Kornilov (ou régiment de choc de Kornilov) est l’un des premiers et plus prestigieux régiments d’assaut de l’armée russe. C’est le dernier régiment créé dans l’armée impériale et le premier de l’armée des volontaires.

## Histoire

### Création
L’unité fut formée comme détachement d’assaut de la VIIIe armée (par la suite régiment de Kornilov) le 19 mai 1917 à partir de volontaires sur proposition du capitaine d’état-major Mitrofan Nejentsev par décret du commandant de la VIIIe armée russe, le général d’infanterie Lavr Kornilov, pour enrayer la déliquescence du front du sud-ouest. Le 10 juin 1917, le détachement ayant atteint un effectif suffisant, il reçut son étendard et fut placé sous la direction nominale du général Kornilov. Il comportait trois compagnies de mitrailleuses (d’un effectif total de 600 personnes), une compagnie d’éclaireurs à pied (issus des légions tchécoslovaques) ainsi que d’une sotnia d’éclaireurs à cheval (formée de cosaques du Don).

### Participation aux combats de la Première Guerre mondiale

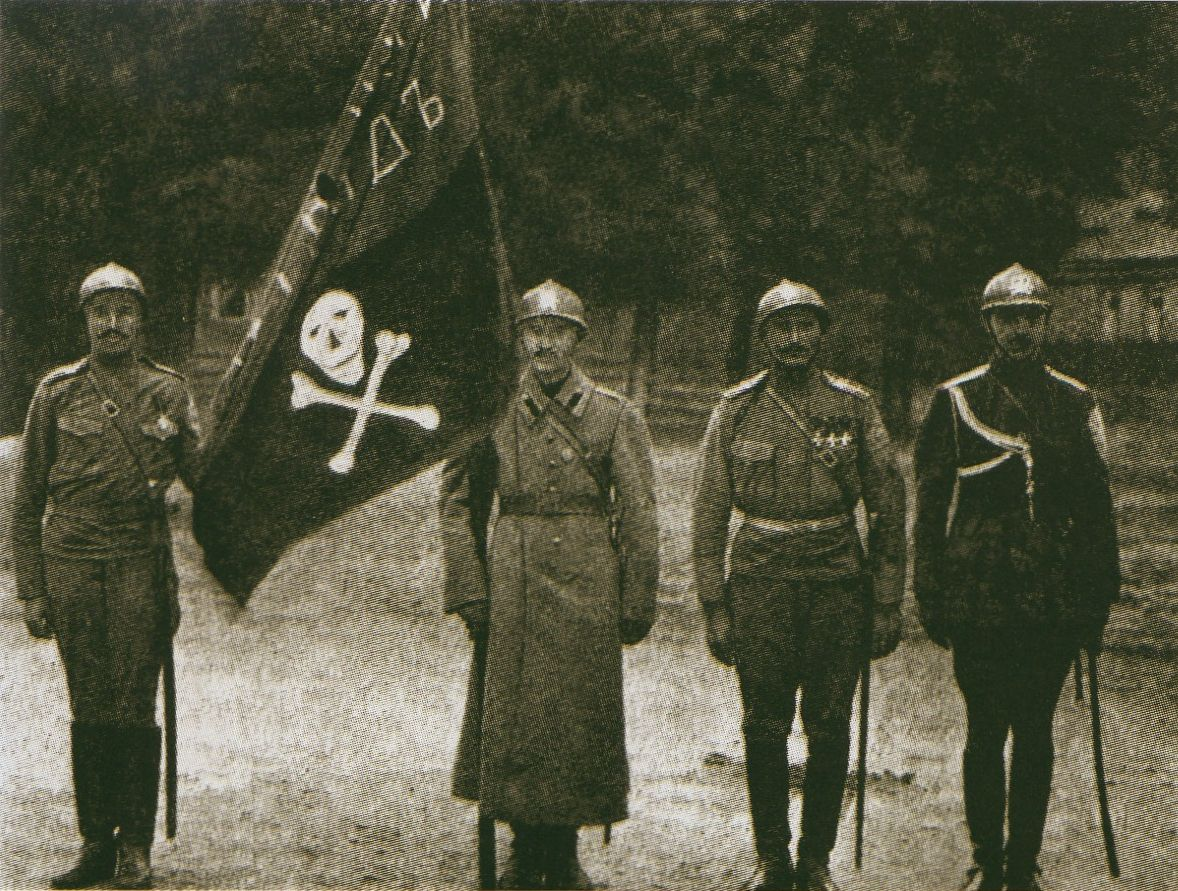
Porte-étendard et garde d’honneur du détachement d’assaut de la 8e armée (par la suite régiment de Kornilov).

L’unité participe aux combats sur le front du sud-ouest. Le baptême du feu fut l’attaque vers le village de Paveletchié le 25 juin (dans le cadre de l’offensive Kerensky). Le 26 juin 1917, les troupes d’assaut parvinrent à percer le front autrichien vers Yamchitsy, ce qui permit la prise de Kalouch. Le détachement captura de nombreux trophées et se montra sous le plus beau jour. Le commandement l’envoya alors sur les tronçons du front les plus menacés pour redresser la situation.
Cependant l’action des troupes d’assaut ne suffit pas pour sauver la situation, malgré des forces trois à cinq fois plus importantes que celles de l’ennemi. L’armée russe entama un repli qui se transforma en fuite panique. Une des compagnies du détachement refusa à l’époque d’obéir aux ordres du commandement et de se mettre à la disposition de la XLVIIe armée, les troupes de Kornilov n’étant plus employées pour combattre l’ennemi mais pour rétablir l’ordre et empêcher les autres unités de reculer.

### Intervention de Kornilov
Le 22 juillet, le détachement fut envoyé pour repos et afin de reformer ses effectifs dans la région de Proskourov. Le général Kornilov, commandant alors l’ensemble des armées russes, décida alors d’élargir les « unités d’assaut » et de former des « régiments d’assaut ». Le détachement d’assaut de Kornilov fut le premier régiment d’assaut de l’armée russe. On lui adjoint deux unités plus petites : le « bataillon d’honneur de Perm » du lieutenant Kanychevky et la « légion de la mort » du lieutenant Kondratiev.
Le 11 août, le détachement (qui comptait alors environ 3 000 hommes) fut transformé en régiment d’assaut de Kornilov avec quatre bataillons sous le commandement du colonel d’état-major Nejentsev.
En août 1917, le régiment fut transféré à l’état-major à Moguilev. Sous l’apparence d’envoyer le régiment sur le front occidental, Kornilov rassemblait des troupes loyales sur lesquelles il pouvait compter dans le cadre de son intervention. Lors de son intervention contre le gouvernement provisoire fin août 1917, il ne fit toutefois pas intervenir le régiment dans ce conflit interne.
Après l’échec de la révolte et l’arrestation du général Kornilov sur ordre de Kerenski, les unités d’assaut tombent en disgrâce. Le risque de dissolution planait en particulier sur le régiment portant le nom du général. Le commandant du régiment demanda au général Henri Albert Niessel de la mission militaire française à être envoyé avec son régiment sur le front de l’ouest. L’offre fut déclinée, les Français n’ayant pas besoin du régiment russe, Nejentsev et ses hommes restèrent donc en Russie. D’autres sources affirment que le régiment fut sauvé par Tomáš Masaryk qui s’occupait, lors de l’été 1917, de la formation d’un « corps hussite » composé de Tchèques et Slovaques. Il proposa d’inclure le régiment de Kornilov dans son corps, justifiant cela par le fait que l’unité comportait déjà des soldats de ces nationalités et des Slaves méridionaux. Le 10 septembre, le régiment d’assaut de Kornilov fut renommé en 1er régiment d’assaut russe et incorporé à la 1re division de fusiliers tchécoslovaques, et par décret du 30 septembre il fut renommé en Régiment d’assaut slave, mais les signes distinctifs, symboles et rangs de « Kornilov » furent conservés.

### Prise de pouvoir des bolchéviques
Le régiment continua son service sur le front sud-ouest dans le cadre de la 1re division tchécoslovaque. Dès que le conseil national tchécoslovaque, qui soutenait le gouvernement provisoire, reçut l’information de l’insurrection armée bolchévique à Petrograd, et conclut un accord avec le commandement de la région militaire de Kiev et du front sud-ouest concernant l’emploi des troupes tchécoslovaques dans la lutte armée aux côtés du gouvernement provisoire.
Le 27 octobre, le régiment slave fut dépêché à Kiev avec d’autres unités des 1re et 2e divisions tchécoslovaques sur demande du représentant du gouvernement provisoire le commissaire Dr N. S. Grigoriev (assistant de Iordansky) pour défendre le pouvoir légitime. Et, dès le 28 octobre 1917, le régiment et les junkers de Kiev combattirent l’insurrection bolchévique. Le 31 octobre, un cessez-le-feu fut décrété, le pouvoir dans la ville passa aux mains de la Rada Centrale et des bolchéviques. Le régiment de Kornilov est même invité par Petlioura à rester pour protéger la ville en tant que régiment de la garde ukrainien mais Nejentsev et ses hommes choisissent de quitter la ville pour retourner à leur cantonnement précédent après avoir assuré l’évacuation des junkers vers la région du Don.
Le 12 novembre, l’état-major général, dirigé alors par le général Nikolaï Doukhonine, donna l’ordre de transférer le régiment sur le front du Caucase (Doukhonine souhaitait en fait aider le général Mikhail Alekseïev à constituer des forces armées pour contrer « l’agression germano-bolchévique » en envoyant dans la région du Don des troupes loyales et des munitions). Cependant, le régiment ne put rallier le Don en rangs fermés en raison des actions des cheminots sympathisants des bolchéviques et des garnisons sur la route, les hommes durent se déplacer seuls ou en petit groupes pour rejoindre l’armée des volontaires en cours de formation. L’équipement fut envoyé avec de faux papiers vers Novotcherkassk dans des trains convoyant le matériel de troupes cosaques.

### Participation à la guerre civile
Le colonel Nejentsev parvint à rallier Novotcherkassk fin décembre 1917 avec environ 600 de ses hommes et reforma son régiment au sein de la première division de l’armée des volontaires. En janvier 1918, le régiment défend des positions le long de la voie ferrée Rostov-Taganrog contre les unités rouges mais doit finalement se replier le 8 février à Rostov devant la pression de la division lettone de Sievers. Le 9 février, les hommes sous le commandement du général Kornilov quittent la ville et entament l’héroïque campagne de glace.
Le 21 juillet 1918, pendant la seconde campagne du Kouban, fut créé le 2e régiment d’assaut de Kornilov à partir du bataillon de réserve et en septembre les deux régiments (ainsi qu’un troisième en formation) devinrent la brigade d’assaut de Kornilov. En octobre 1918, celle-ci se transforma en division d’assaut de Kornilov comptant trois régiments d’assaut, un régiment de cavalerie et une brigade d’artillerie. L’unité participe aux deux campagnes du Kouban et à la marche sur Moscou de 1919.

### Exil et dissolution
En novembre 1920, la division d’assaut est évacuée de Crimée avec l’armée du général Wrangel et se retrouve majoritairement à Gallipoli (une partie des hommes arrive avec l’escadre russe à Bizerte). En 1921, les unités de Kornilov sont déplacées en Bulgarie où elles seront finalement dissoutes en 1922.

### Pertes
Selon l’officier du régiment d’assaut Alexandre Trušnovič « de juin à octobre 1918 plus de quinze mille hommes sont passés par le régiment de Kornilov. La majorité était des jeunes gens intelligents ».
Du 25 juin 1917 au 1er novembre 1920, pendant quarante mois de combats contre les empires centraux et les bolchéviques le régiment d’assaut de Kornilov et la division de Kornilov qui lui succéda ont participé à 570 combats (à l’exclusion de combats menés singulièrement par un bataillon ou une compagnie) et perdu 13 674 hommes, 34 328 furent blessés. Le détail des pertes :
|                           | Tués   | Blessés | Total  |
| ------------------------- | ------ | ------- | ------ |
| Chefs de division         | 0      | 2       | 2      |
| Commandants de régiment   | 4      | 15      | 19     |
| Commandants de bataillon  | 64     | 125     | 189    |
| Commandants de compagnie  | 472    | 1 100   | 1 572  |
| Sous-officiers            | 4 781  | 11 500  | 16 281 |
| Troupiers                 | 8 327  | 21 500  | 29 827 |
| Fonctionnaires militaires | 15     | 48      | 63     |
| Docteurs                  | 3      | 12      | 15     |
| Sœurs de miséricorde      | 8      | 26      | 34     |
| Total                     | 13 674 | 34 328  | 48 002 |

## Uniforme et signes distinctifs
Particularité de l’uniforme du régiment d’assaut de Kornilov : casquettes noire-rouges avec une tête de mort (symboliquement « la patrie ou la mort »), tenue noire à liséré blanc, pattes d’épaules noire-rouges avec une tête de mort d’argent et un liséré blanc, blason régimentaire avec une tête de mort sur l’épaule, anneaux d’argent à tête de mort, étendard noir-rouge avec une tête de mort blanche. Sur l’épaule droite, conformément au décret de l’état major général relatifs aux troupes d’assaut no 578 du 8 juin 1917, se trouve un chevron noir et rouge pointant vers le bas (partie supérieure noire, partie inférieure rouge).
Description de l’uniforme du régiment d’assaut de Kornilov :
« En modification de l’uniforme des régiments d’infanterie

1. Uniforme d’officier. Garniture blanche.

a) Casquette à liséré blanc, au lieu de la cocarde une tête de mort.

b) Casquette noire d’hiver à liséré blanc, bandeau — partie supérieure noire, partie inférieure rouge.

c) Casque avec, à la place de l’aigle, une tête de mort.

d) Tunique avec un liséré blanc.

e) Pantalon avec un liséré blanc.

f) Pattes d’épaules à galon d’argent, bordure noire et de couleur noire et rouge, sur la patte la lettre « К » et une tête de mort aux couleurs de la garniture.

g) Pattes de col d’officier, partie supérieure noire, partie inférieure rouge. Pattes de col à liséré blanc.

2. Uniforme de soldat.

a) Casquette kaki, au lieu de la cocarde une tête de mort.

b) Casque.

c) Pattes d’épaules en deux parties, en haut noire avec une tête de mort, en bas rouge avec la lettre « К ».

d) Pattes de col sur les manteaux sur le modèle des officiers.

Blason des Kornilov. Le blason se porte sur la manche gauche, deux doigts en dessous de la patte d’épaule. »
— Commandant du régiment d’assaut de Kornilov Capitaine Nejentsev
Adjudant régimentaire lieutenant Prince Oukhtomsky

### Modification après 1918
À partir de 1918, la casquette est légèrement modifiée : bandeau noir et carre rouge, la tête de mort est remplacée par la cocarde impériale. Les têtes de mort étant fabriquées auparavant par une usine à Moscou elles furent pratiquement impossible à se procurer et manquent souvent sur les pattes d’épaule, les pattes d’épaules d’officier deviennent noires et rouges sur le modèle des pattes d’épaules de soldat. Le chevron rouge et noir n’est porté que par les vétérans du détachement d’assaut, un chevron tricolore de l’armée des volontaires est porté sous le blason régimentaire sur le bras gauche.

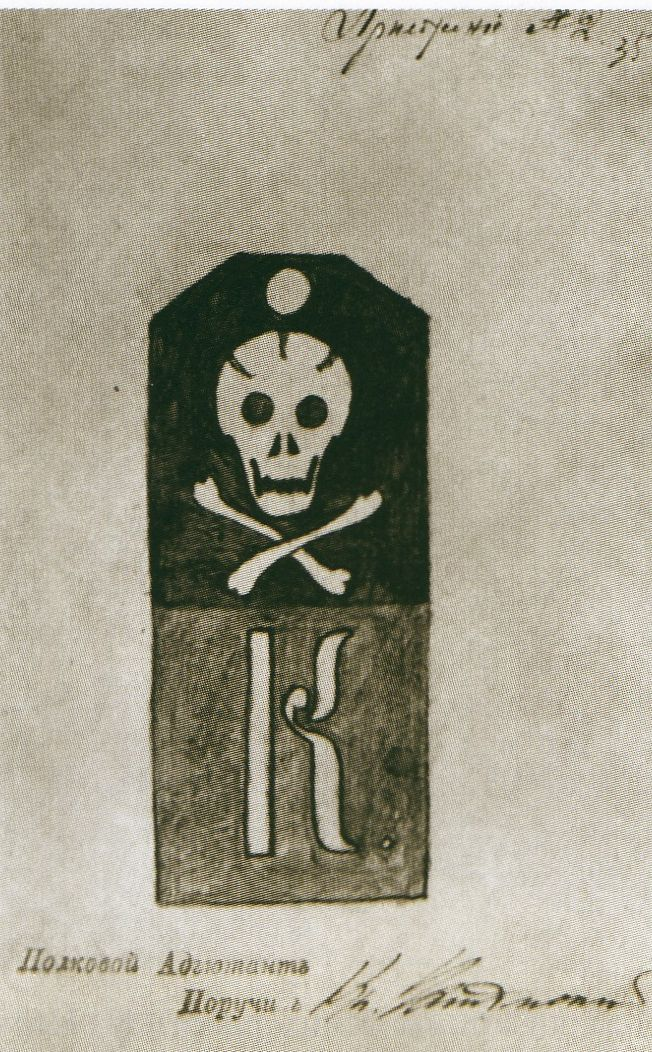
Ébauche de patte d’épaule de troupier du détachement d’assaut de la VIIIe armée (par la suite régiment de Kornilov)
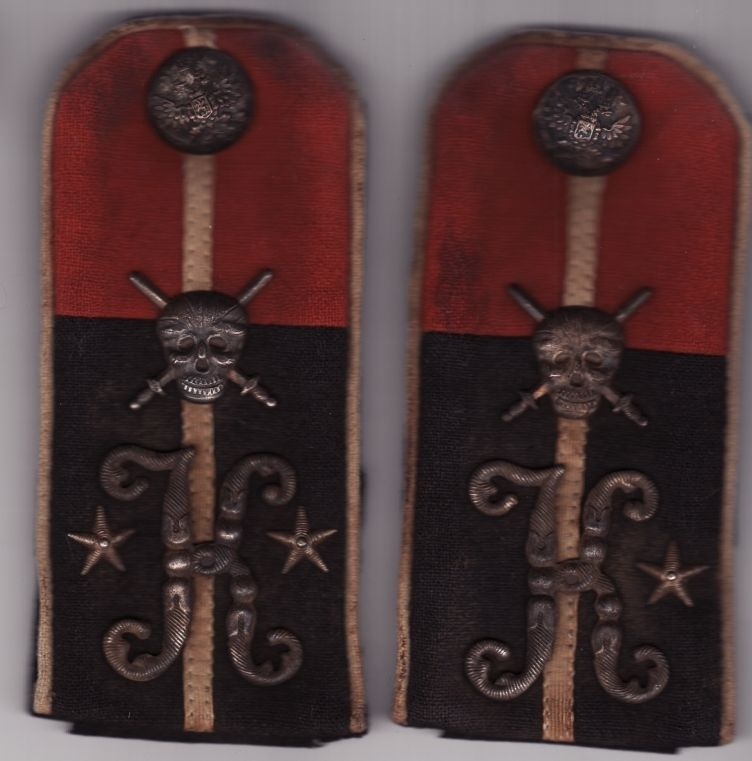
Pattes d’épaule de lieutenant du régiment d’assaut de Kornilov
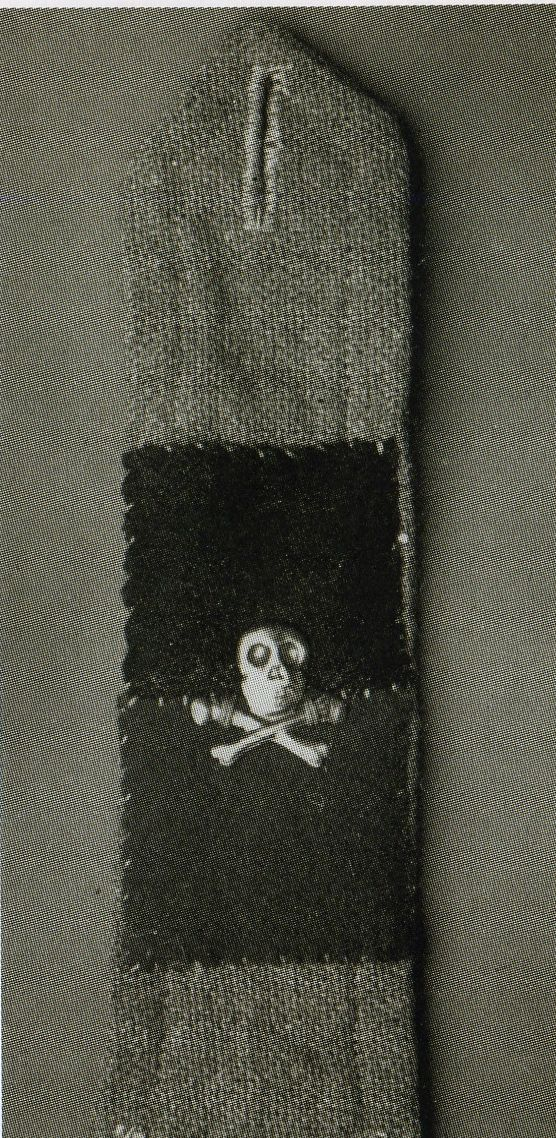
Patte d’épaule improvisée de troupier du régiment d’assaut de Kornilov
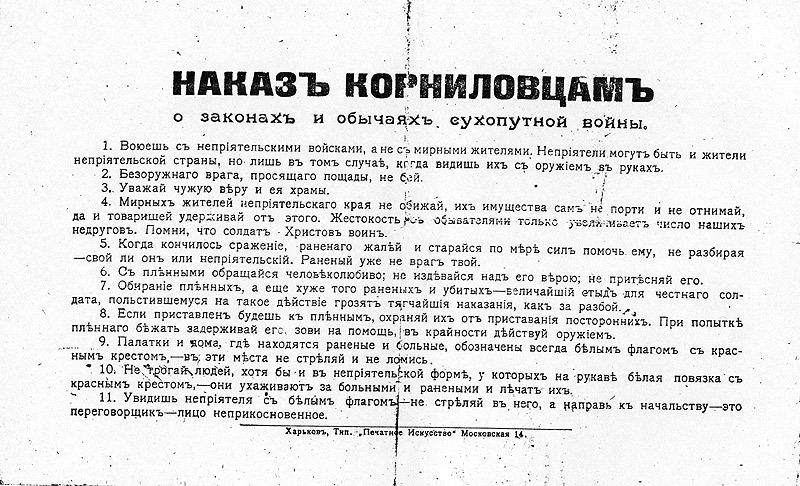
Injonctions aux troupes de Kornilov
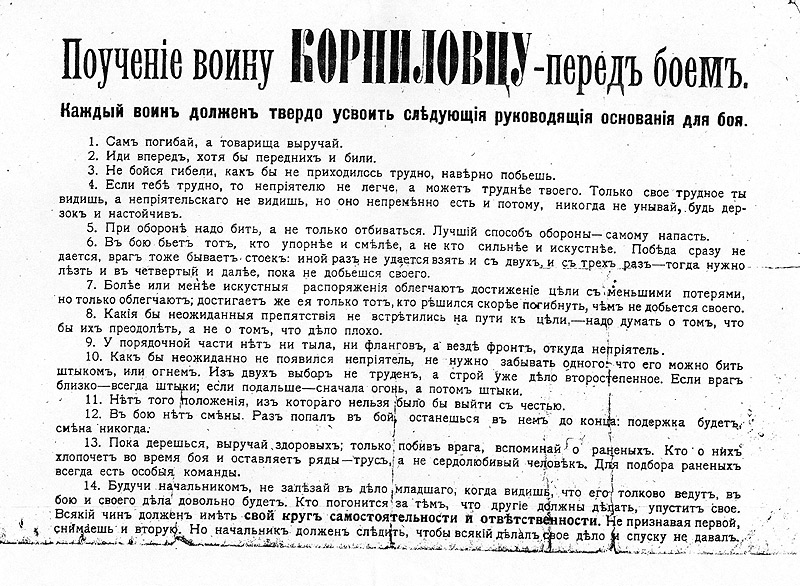
Recommandation aux soldats avant le combat
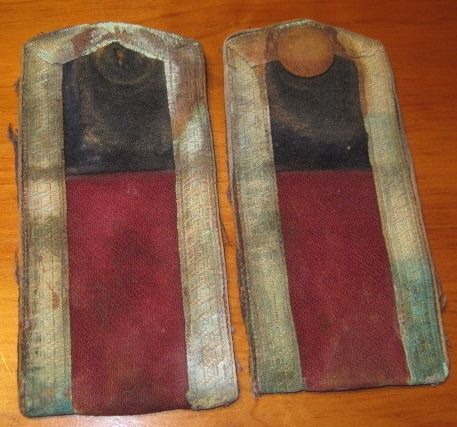
Pattes d’épaule de cadet du régiment d’assaut de Kornilov

## Commandants
- Capitaine Mitrofan Nejentsev (19 mai 1917 - 31 mars 1918)
- Capitaine Alexandre Koutepov (31 mars — 12 juin 1918)
- Capitaine Vladimir Indeïkine (12 juin — 31 octobre 1918)
- Capitaine Nikolaï Skobline (31 octobre 1918 — été 1919)
- Capitaine Mikhail Pechnia (été — 14 octobre 1919)
- Capitaine Karp Gordeenko (à partir du 14 octobre 1919)
- Capitaine en second (lieutenant-colonel) Vassili Tcheliadinov (à titre provisoire, janvier, août 1920)
- Lieutenant (capitaine) Mikhail Dachkevitch (à titre provisoire, janvier — février, juillet — 21 août 1920)
- Capitaine Login Zinkovski
- Capitaine en second (lieutenant-colonel) Dmitri Chirkovski (à titre provisoire, février 1920).